# Пісняр зеленохвостий
Пісняр зеленохвостий (Microligea palustris) — вид горобцеподібних птахів родини Phaenicophilidae.

## Поширення
Вид поширений на острові Гаїті та прилеглих дрібних островах (зокрема на острові Беата). Як залітний птах стостерігався на островах Теркс і Кайкос.

## Опис
Птах завдовжки 12-14 см. Верхня частина оливкового забарвлення. Голова та горло сірі. Хвіст довгий, оливковий. Черево біле. Очі червоні.

## Спосіб життя
Птах мешкає у лісах різноманітних типів. Трапляється у змішаних групах з горобцеподібними Vireo nanus та Xenoligea montana. Живиться комахами, яких шукає на землі або у підліску. Розмноження відбувається у травні-червні. Чашоподібне гніздо будується серед чагарників на висоті до 1 метра. У кладці 2 яйця.